# بیلی بیتزر
بیلی بیتزر (انگلیسی: Billy Bitzer؛ ۲۱ آوریل ۱۸۷۴ – ۲۹ آوریل ۱۹۴۴) یک فیلم‌بردار اهل ایالات متحده آمریکا بود.

## فیلم‌شناسی
- محتکر گندم (۱۹۰۹)
- دو برادر (۱۹۱۰)
- بیداری او (۱۹۱۱)
- تولد یک ملت (۱۹۱۵)
- تعصب (۱۹۱۶)
- شکوفه‌های پرپر (۱۹۱۹)
- جنگ زن و مرد (۱۹۲۸)